# Fiat Ottimo
Fiat Ottimo – samochód osobowy klasy kompaktowej produkowany pod włoską marką Fiat w latach 2014–2017.

## Historia i opis modelu

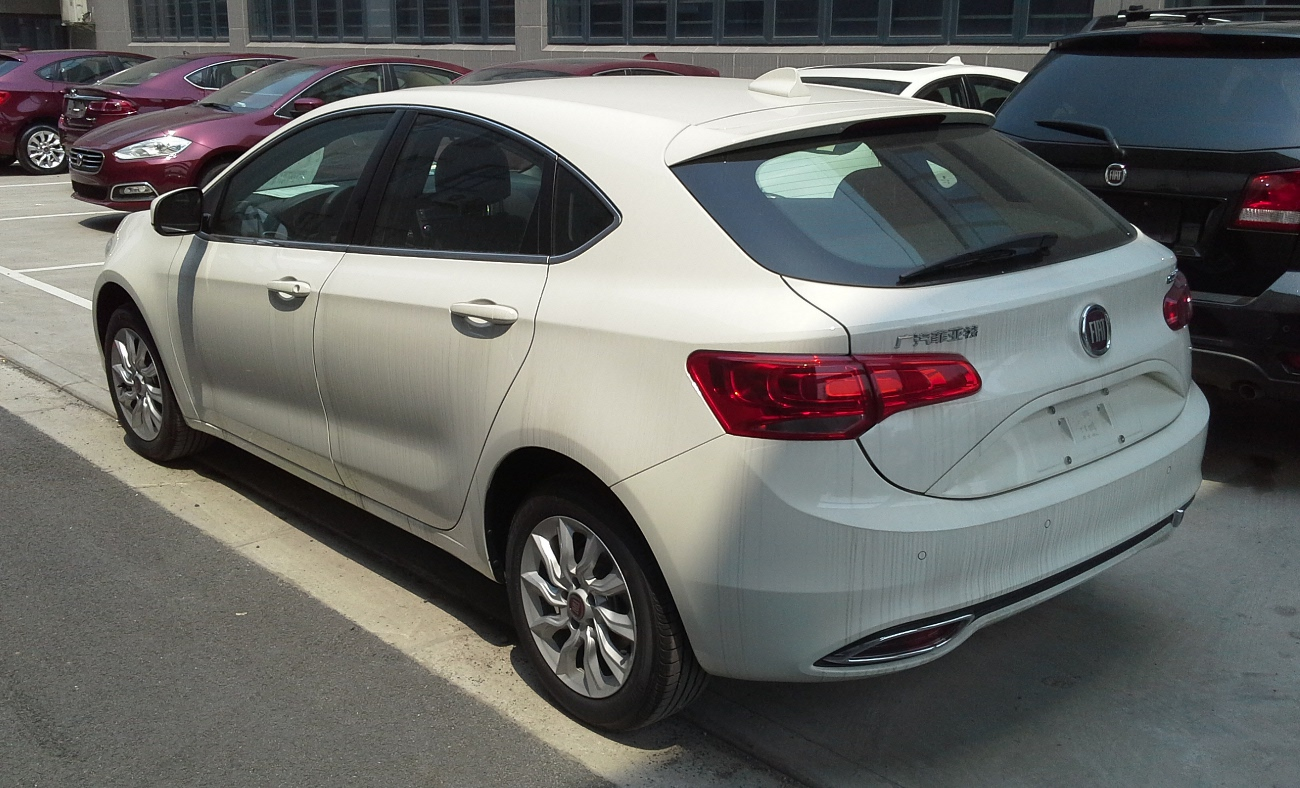
Fiat Ottimo - tył

Samochód został po raz pierwszy oficjalnie zaprezentowany podczas targów motoryzacyjnych w Kantonie w 2013 roku. Zbudowane zostało dzięki współpracy koncernu Fiat z amerykańskim Chryslerem, na bazie płyty podłogowej modelu Alfa Romeo Giulietta. Design pojazdu przypomina model Viaggio, którego bliźniaczą konstrukcją jest Dodge Dart. Od modelu Viaggio wyróżnia się innym zderzakiem przednim, który wyposażony został w światła do jazdy dziennej wykonane w technologii LED.
Pojazd oferowany jest wyłącznie na chińskim rynku motoryzacyjnym.

### Wyposażenie
W zależności od wersji pojazdu, auto wyposażone może być m.in. w system ABS, elektryczne sterowanie szyb, elektryczne sterowanie lusterek, wielofunkcyjną kierownicę, klimatyzację, ekran dotykowy systemu multimedialnego oraz skórzaną tapicerkę.